# Költő László
Költő László (Váncsod, 1948. december 17.) magyar régész.

## Élete
Az általános iskolát helyben és Hajdúszováton végezte. 1967-ben érettségizett a Debreceni Vegyipari Technikumon, majd egy évig dolgozott vegyésztechnikusként a Nagyalföldi Kőolajtermelő Vállalat hajdúszoboszlói üzemében, mint minőségellenőrző laboráns. 1968-1973 között a Veszprémi Vegyipari Egyetemen végzett. Ezt követően 1975–1980 között az ELTE régészet szakát is elvégezte. 1983-ban doktori fokozatot szerzett.
1973–1983 között a várpalotai Magyar Vegyészeti Múzeum vegyész-muzeológusa volt, ahol megszervezte a Vegyészettörténeti archívumot, majd 1983-tól a Somogy Megyei Múzeumok Igazgatóságához került Kaposvárra. Itt régészként dolgozott, majd osztályvezető, és 2007-2011 között múzeumigazgató volt. Nevéhez fűződik a somogyfajszi Őskohó Múzeum létrehozása.
Tagja volt 1982-1994 között az MTA VEAB Iparrégészeti Munkabizottságának. 1994-től az Archaeometriai Munkabizottság titkára, illetve 1998-tól az Archeocomp Egyesület elnöke volt. Ezen kívül tagja a Magyar Régész Szövetségnek, a Régészeti és Művészettörténeti Társulatnak, és a PAB Régészeti Bizottságnak.
Ásatásokat végzett többek között Alsóbogát-Csalánosi dűlő, Balatonszemes-Landler J. u., Darány – Komáromi u., Fonyód-Magyar Bálint Ált. iskola, Gyugy-Kossuth u., Kaposvár 61-es út 26. sz. lelőhely, Kaposvár – Városi Kertészet, Kereki-Homokbánya, Kéthely-Melegoldal, Siófok-Kiliti M7/65, Somogysámson-Marótpuszta agyagbánya, Somogyvámos-Gyümölcsény, Vörs-Majori-dűlő, Vörs-Papkert B lelőhelyeken.

## Elismerései
- 1987 Szocialista kultúráért
- 1997 Somogy Megye Közgyűlésének Elnöki Oklevele
- 2004 Kuzsinszky Bálint-emlékérem
- 2013 Schönvisner István-díj[1]

## Művei
- 1975 Olajadalékok bázisos jellegének potenciometriás vizsgálata. MÁFKI közleményei 16, 63–73. (tsz. Markóné Monostori Bernadett)
- 1976-1983 Évfordulónaptár..., Magyar vonatkozású kémia- és vegyipartörténeti évfordulók. Magyar Kémikusok Lapja 1976–1983.
- 1981 Röntgenemissziós analízis későavarkori bronztárgyakon. In: Iparrégészeti kutatások Magyarországon - Sopron 1980. VEAB Értesítő 4, 165–179. (tsz. Kiss Varga Miklós)
- 1982 Avarkori bronztárgyak röntgenemissziós analízise. SMMK 5, 5–68.
- 1982 The examination of the platings of late Avar bronze casts. In: Problems of completion, ethics and scientifical investigation in the restoration. III. Int. Rest. Sem., Veszprém, 11–20.7.1981. Budapest, 128–140. (tsz. Kiss Varga Miklós)
- 1983 Régészeti következtetések avarkori bronzok elemzési adataiból. Múzeumi Műtárgyvédelem 12, 267–278.
- 1984 Újabb eredmények a röntgenemissziós analízis régészeti alkalmazásában. In: Iparrégészet II. VEAB Értesítő, 283–288. (tsz. Kiss Varga Miklós)
- 1988 Composition analysis of Roman age enamelled bronze objects. In: Archeometrical Research in Hungary. Budapest, 141–144. (tsz. Kiss Varga Miklós)
- 1990 A Balatonszemes, Landler Jenő utcai honfoglaláskori lovas sír. In: Szemes, Tanulmányok Balatonszemes múltjáról és jelenéről. Balatonszemes, 85–101.
- 1990 X-Ray Fluorescence Analysis of bronze Objects from the Avar Age. ATOMKI Annual Report 62. (tsz. Kiss Varga Miklós)
- 1990 Analyse römischer Ringfibeln. Savaria 19/1, 103–106. (tsz. Kiss Varga Miklós)
- 1991 A Kéthely-melegoldali Keszthely-kultúrás temető. MFMÉ 1984–1985/2, 171–186.
- 1993 Honfoglaláskori tegezes sír Vörsön. HOMÉ 30–31/2, 433–445.
- 1994 VII–VIII. századi avar temető Balatonkiliti határában. SMMK 10, 37–72.
- 1998 "Archaeometria" In: Ilon Gábor (szerk.): A régésztechnikus kézikönyve I. PANNICULUS ser.B. 3, 295–310.
- Varga Máté–Költő László: A csökölyi tallérlelet; Rippl-Rónai Múzeum, Kaposvár, 2018 (A kaposvári Rippl-Rónai Múzeum éremgyűjteménye)